# 巴尔捷涅夫战役
巴尔捷涅夫战役（俄语：Бортеневская битва）是1317年12月22日發生在巴尔捷涅夫（現今俄羅斯特維爾州斯塔里察區）附近的一场战斗，當時特维尔大公國的特维尔大公米哈伊尔·雅罗斯拉维奇击败了由莫斯科大公尤里·丹尼洛维奇和欽察汗國卡夫加迪率領的入侵特维尔大公國的聯軍。特维尔大公國在这场战斗中還俘虏了尤里·丹尼洛维奇的妻子。